# Yaginumaella stepposa
Yaginumaella stepposa är en spindelart som först beskrevs av Dmitri Viktorovich Logunov 1991.  Yaginumaella stepposa ingår i släktet Yaginumaella och familjen hoppspindlar. Inga underarter finns listade i Catalogue of Life.